# Zeche Wilhelmine Victoria
Die Zeche Wilhelmine Victoria war ein Steinkohlen-Bergwerk in Gelsenkirchen.

## Geschichte
Im Jahre 1850 wurden in der Gemarkung Heßler mehrere unabhängig voneinander schürfende Gewerken bei Probebohrungen nach Steinkohlevorkommen fündig. 1855 schlossen sie sich zur Gewerkschaft Wilhelmine Victoria mit Sitz in Gelsenkirchen-Heßler zusammen. 
1856 wurde mit dem Abteufen des Schachtes 1 am Ortsrand von Heßler begonnen. Durch das stark wasserführende Deckgebirge (Nähe zur Emscher) gestalteten sich die Abteufarbeiten schwierig. Zeitweise mussten sie unterbrochen werden, um eingedrungenes Wasser abpumpen zu können.
1860 konnte die Zeche die Kohleförderung zur Deckung des Eigenbedarfs aufnehmen. Nach Errichtung eines Malakow-Turmes wurde 1863 die Kohlenförderung auf breiterer Basis aufgenommen.
1872 bis 1876 wurde 1,5 km westlich von Schacht 1 der Schacht 2 abgeteuft. Dieser wurde als separate Förderanlage betrieben.
1887 wurde die Gewerkschaft Wilhelmine Victoria von der Hibernia AG aufgekauft. Diese ging nun daran, die bis dahin in einem eher bescheidenem Rahmen arbeitende Zeche großtechnisch auszubauen.
1888 bis 1892 wurde neben Schacht 2 der Schacht 3 abgeteuft. Die Tagesanlagen 2/3 wurden erneuert. Beide Schächte erhielten als gleichberechtigte Förderanlagen ähnliche Fördergerüste, die kurioserweise einander gegenüberstanden.
1894 wurde auf Schacht 1 eine Kokerei in Betrieb genommen. 1898 bis 1902 wurde neben Schacht 1 der Schacht 4 niedergebracht. Nach seiner Fertigstellung wurde Schacht 1 zum zentralen Förderschacht ausgebaut und mit einem neuen Fördergerüst versehen. 1906 war dieser Umbau abgeschlossen.
1911 wurde die Kokerei bei Schacht 1/4 stillgelegt, da die Hibernia AG vorzugsweise Zentralkokereien auf den Schachtanlagen am Nordrand des Ruhrgebietes einrichten wollte. Von 1914 bis 1919 war auf Schacht 2/3 kurzfristig eine kleine Kokerei eingerichtet worden, da durch den Ersten Weltkrieg der Koksbedarf zur Stahlerzeugung umfangreicher gedeckt werden musste.
Im Rahmen der Weltwirtschaftskrise wurde die Schachtanlage 2/3 1928 aus der Förderung genommen. Die Förderung wurde auf Schacht 1 zentralisiert. Auf Wilhelmine Victoria 1/4 wurde zur Verstromung der Förderkohle ein großdimensioniertes Kraftwerk angelegt.
Nach 1935 wurde die Förderung auch auf der Schachtanlage 2/3 wieder aufgenommen. Nach Kriegszerstörungen 1945 musste die Schachtanlage 1/4 zeitweise die Förderung einstellen. Während dieser Zeit erfolgte die Förderung über Schacht 2. Nach der Instandsetzung wurde die Förderung wieder auf Schacht 1 zurückverlegt. Die Schachtanlage 2/3 wurde endgültig aus der Förderung genommen und lediglich für die Seilfahrt weiterbetrieben.

## Stilllegung
Mit der einsetzenden Kohlenkrise führte die Hibernia AG eine umfassende Bewertung der wirtschaftlichen Restlebensdauern ihrer Bergwerksbetriebe durch. Da für die Zeche Wilhelmine Victoria keine ausreichende Lebensdauer mehr bescheinigt werden konnte, und ferner ein Übernahmeangebot von der benachbarten Zeche Fritz-Heinrich der Hoesch AG vorlag, wurde die Zeche im Juni 1960 geschlossen.
Die Schächte wurden als Außenanlage der Zeche Fritz-Heinrich zugewiesen.

## Heutiger Zustand
Die Wilhelmine Victoria-Schächte waren bis in die 1980er Jahre als Außenschächte von Nachbaranlagen in Betrieb. Nach deren Abwurf wurden die Zechengelände mit Gewerbe- und Wohnansiedlungen überbaut.
Das Fördergerüst von Schacht Wilhelmine Victoria 1 ist auf der Museumszeche Zollern 2/4 des Westfälischen Industriemuseums in Dortmund-Bövinghausen wiederaufgebaut worden. In dem 1992 renovierten ehemaligen Fördermaschinenhaus  befindet sich heute die Veranstaltungshalle „Die Kaue“.